# Динамічна геологія
Динамі́чна геоло́гія — галузь геології, що вивчає процеси, які відбуваються в надрах і на поверхні Землі. 
Досліджує закономірності розвитку екзогенних процесів та ендогенних процесів у їх взаємозв’язку, що має велике практичне значення, зокрема для пошуків корисних копалин, промислового і цивільного будівництва.